# コンテナターミナル

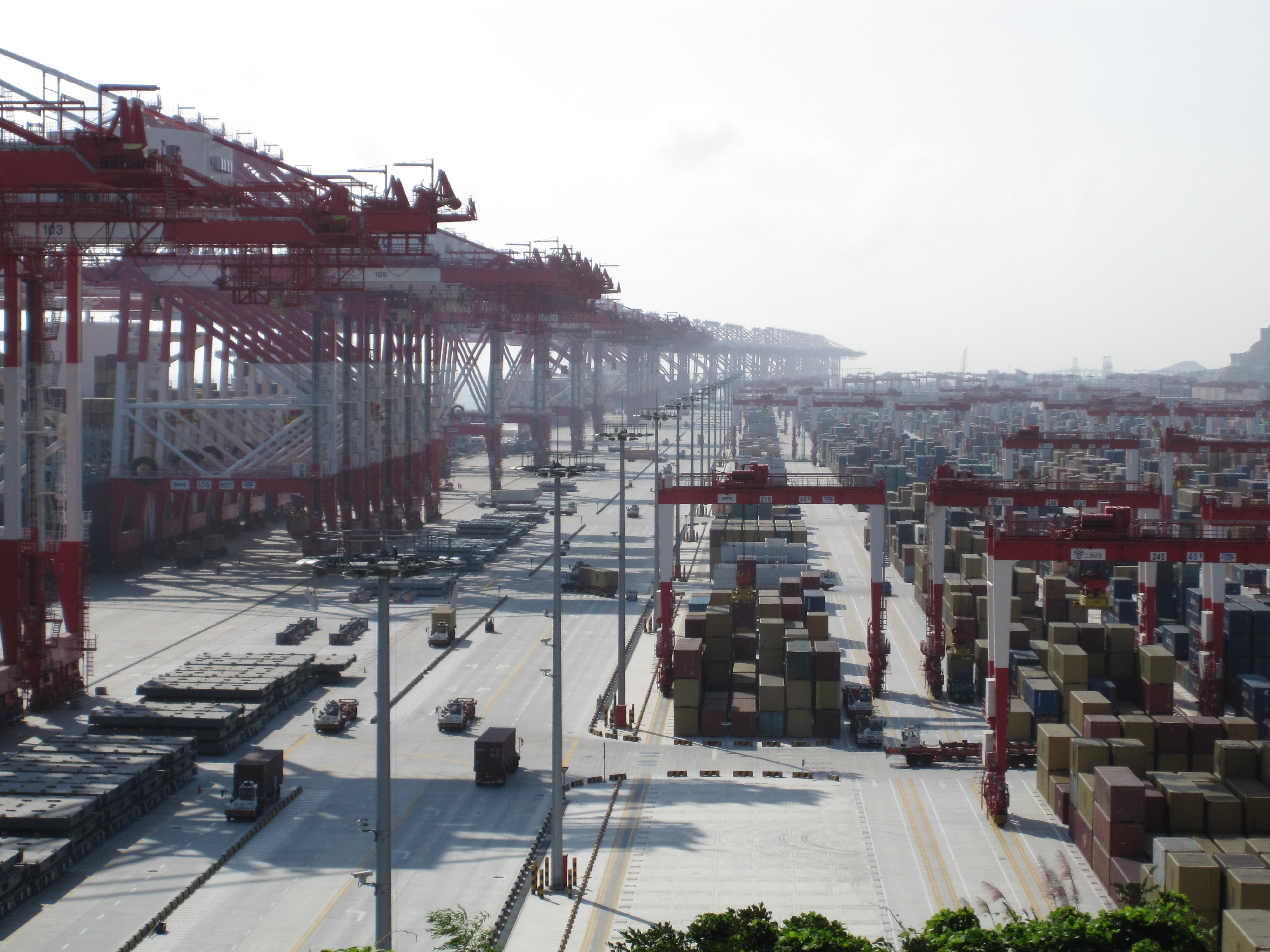
中国・上海の洋山深水港に立ち並ぶガントリークレーンによるコンテナ荷役

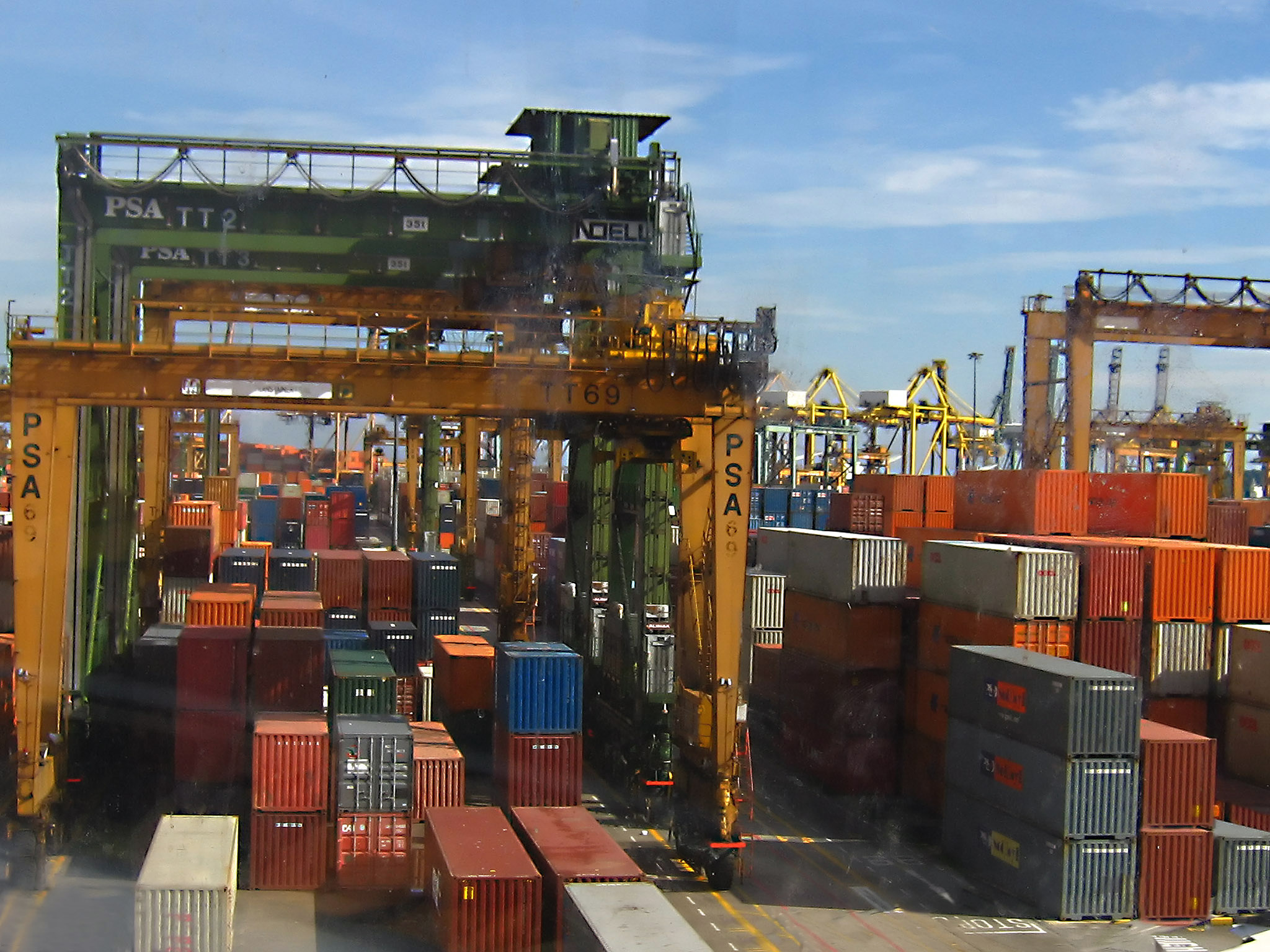
シンガポールのケッペル港にあるケッペル・コンテナターミナル

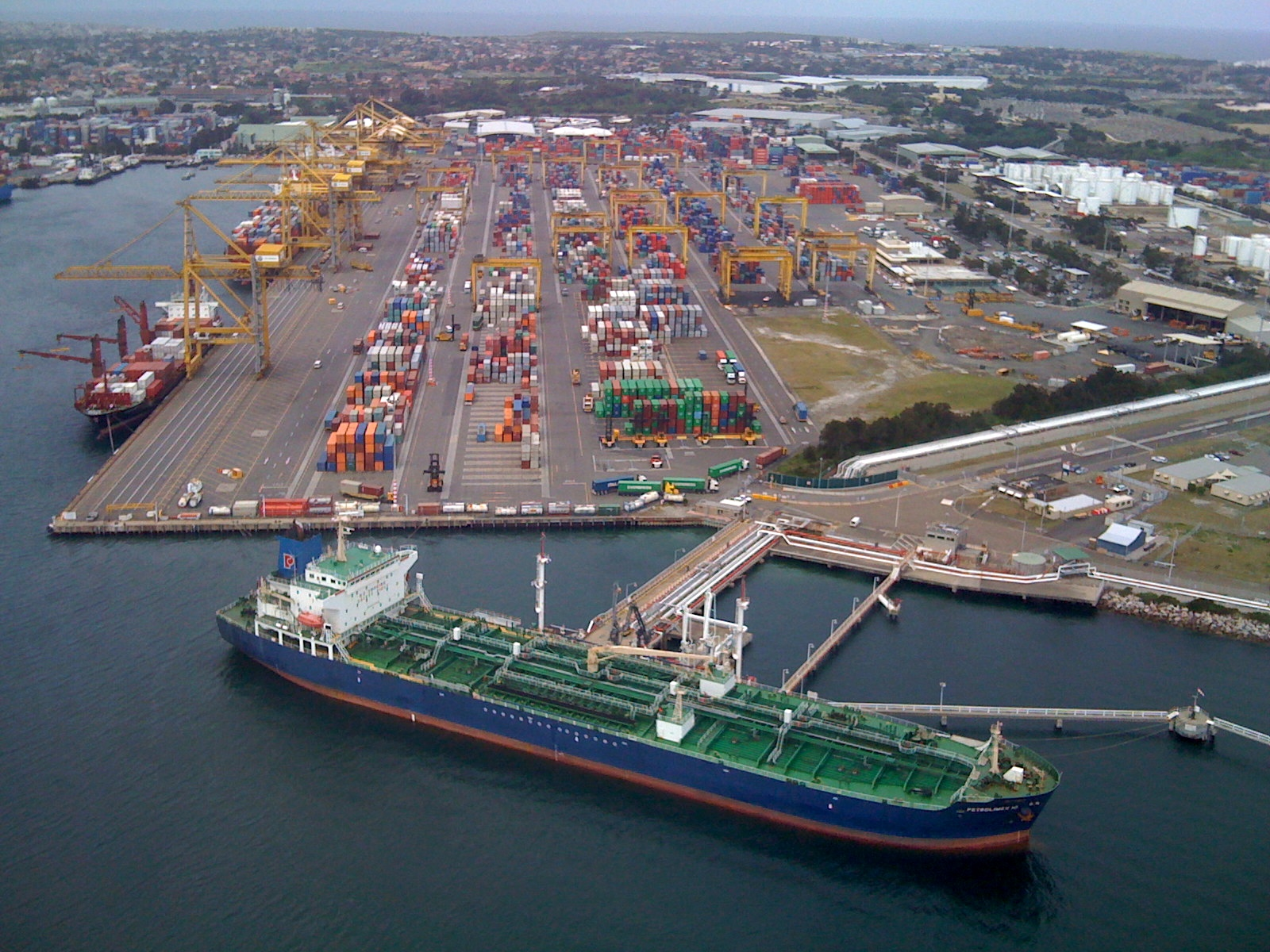
シドニー港のコンテナターミナル全景

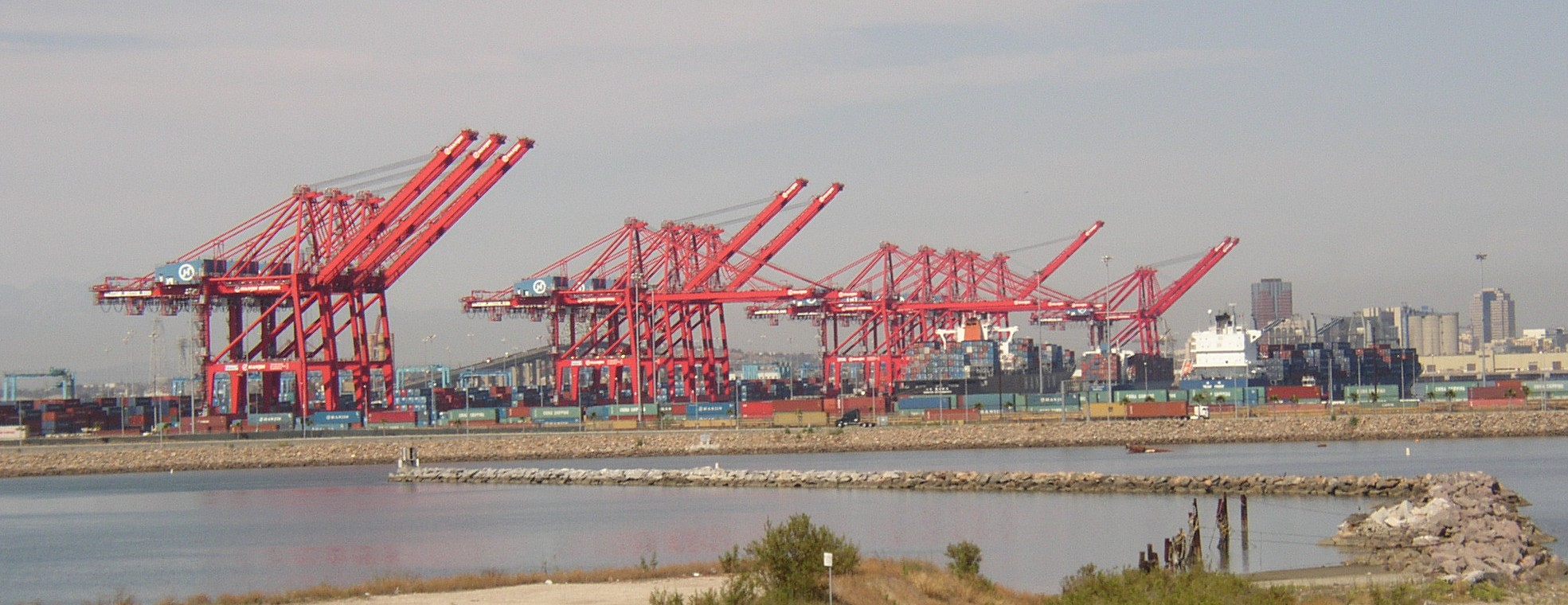
米カリフォルニアのロングビーチにあるT埠頭コンテナターミナルのガントリークレーン群

コンテナターミナル（Container terminal）、コンテナ港（Container Port）とは、海上コンテナの海上輸送と陸上輸送の結節点となる港湾施設の総称。コンテナ埠頭ともいう。世界の海運の主流はタンカーや鉱石などの不定期船による輸送を除けば、長さが主に20フィートと40フィートとの2種類に標準化された鋼鉄製のコンテナを一定頻度で輸送する定期運航によって担われており、これらのコンテナは専用のコンテナ船という貨物船によって運ばれ、その多くがコンテナターミナルで積卸しされる。
世界経済のグローバル化に伴い進展し続ける、製造業の国際水平分業を支える国際海上コンテナ輸送において、海陸の結節点となるコンテナターミナルは、現代の港湾で最も重要な機能となっており、港湾におけるコンテナ取り扱い個数と国別の総計個数は、各国の経済力・国力を測る指標のひとつに挙げられている。例えば日本が海外から輸入する雑貨の90%はこれらのコンテナによって運搬されている。

## 施設
コンテナ船が接岸してコンテナを積み卸しする専用の岸壁を備え、これらのコンテナを運搬・保管する固定施設（コンテナヤード、管理棟、ターミナルゲート、コンテナフレートステーション、メンテナンスショップなど）、および荷役用可動施設（ガントリークレーン、トランスファークレーン、ストラドルキャリアなど）で構成される。コンテナの積卸作業だけでなく一時的に保管する機能を有するほか、国際貨物の輸出入時の保税地域としての役割も果たしている。

### 荷役エリア

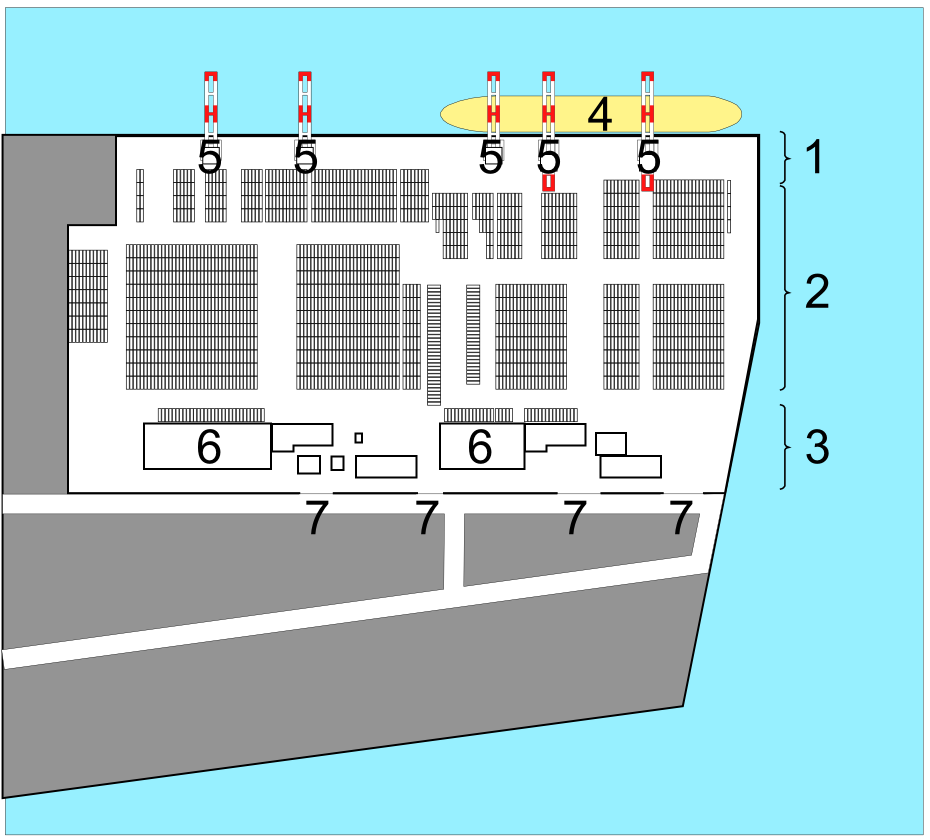
コンテナ・ターミナル内の概略配置
1.荷役エリア（エプロン） 2.コンテナヤード 3.ゲートエリア 4.コンテナ船 5.ガントリークレーン 6.管理棟 7.ゲート

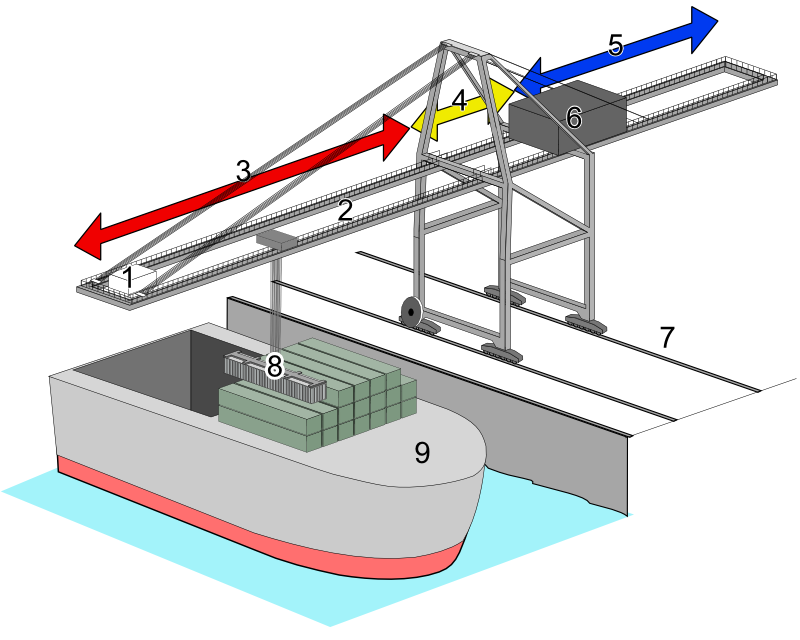
ガントリー・クレーン
1.オペレータ室 2.ブーム部 3.アウトリーチ 4.スパン 5.バックリーチ 6.機械室 7.レール 8.スプレッダー 9.コンテナ船

貨物の積卸を荷役（にやく）という。コンテナターミナルの岸壁には「ガントリークレーン」が設置され、コンテナ船でのコンテナの積み卸しを効率的に行なっている。レールに乗ったガントリークレーンが稼動している荷役エリアは「エプロン」とも呼ばれる。1万個以上のコンテナを積む巨大コンテナ船が入港、接岸すると5-7台のガントリークレーンが同時に働いて、「シャーシ」または「ハスラー」と呼ばれるセミトレーラーに積む。これらの車両は多くがコンテナヤード内までコンテナを運ぶ役目を担っている。コンテナ船への積込はこれと逆の手順となる。これは「トランスファークレーン方式」と呼ばれる一般的な方法だが、他にもストラドルキャリアという専用の荷役機械を使う「ストラドルキャリア方式」や、コンテナをシャーシに積載したままコンテナヤードに平置きする「オンシャーシ方式」などもある。いずれの方式も国際海運に使用される大型コンテナ船の経済効率は港湾での荷役時間の短縮が重要な要素となっており、昼夜を問わず短時間での作業完了が求められる。
特に大きなガントリークレーンは、スーパーガントリークレーンと呼ばれ、アウトリーチと呼ばれるブームの前方可動範囲が50mもあるので、横方向に18列までコンテナが積まれた巨大コンテナ船にも対応できるが、世界最大のコンテナ船「エマ・マースク」では船幅56.4mでコンテナはデッキ上の積列が22列に達しているため、さらに大型のガントリークレーンを用いないと片側からは届かない。
1つのガントリークレーンで35-40個/時間程度の効率で荷役できる。

### コンテナヤード

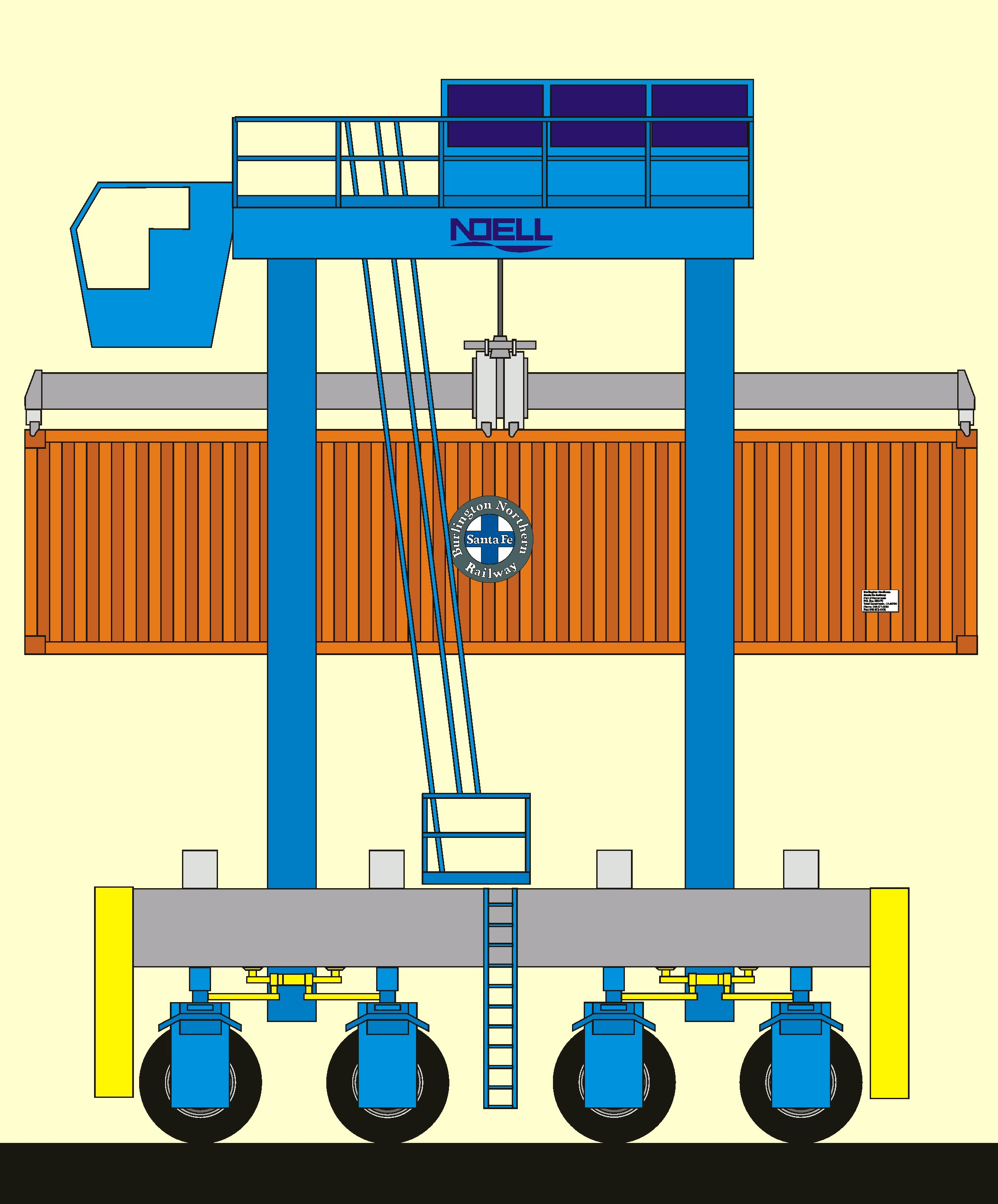
ストラドルキャリアの構造
図では手前半分が描かれており、コンテナを挟んで奥側にも同じ構造がある。車体は上部だけで繋がっており、本例では8個のタイヤの向きが細かく制御される。

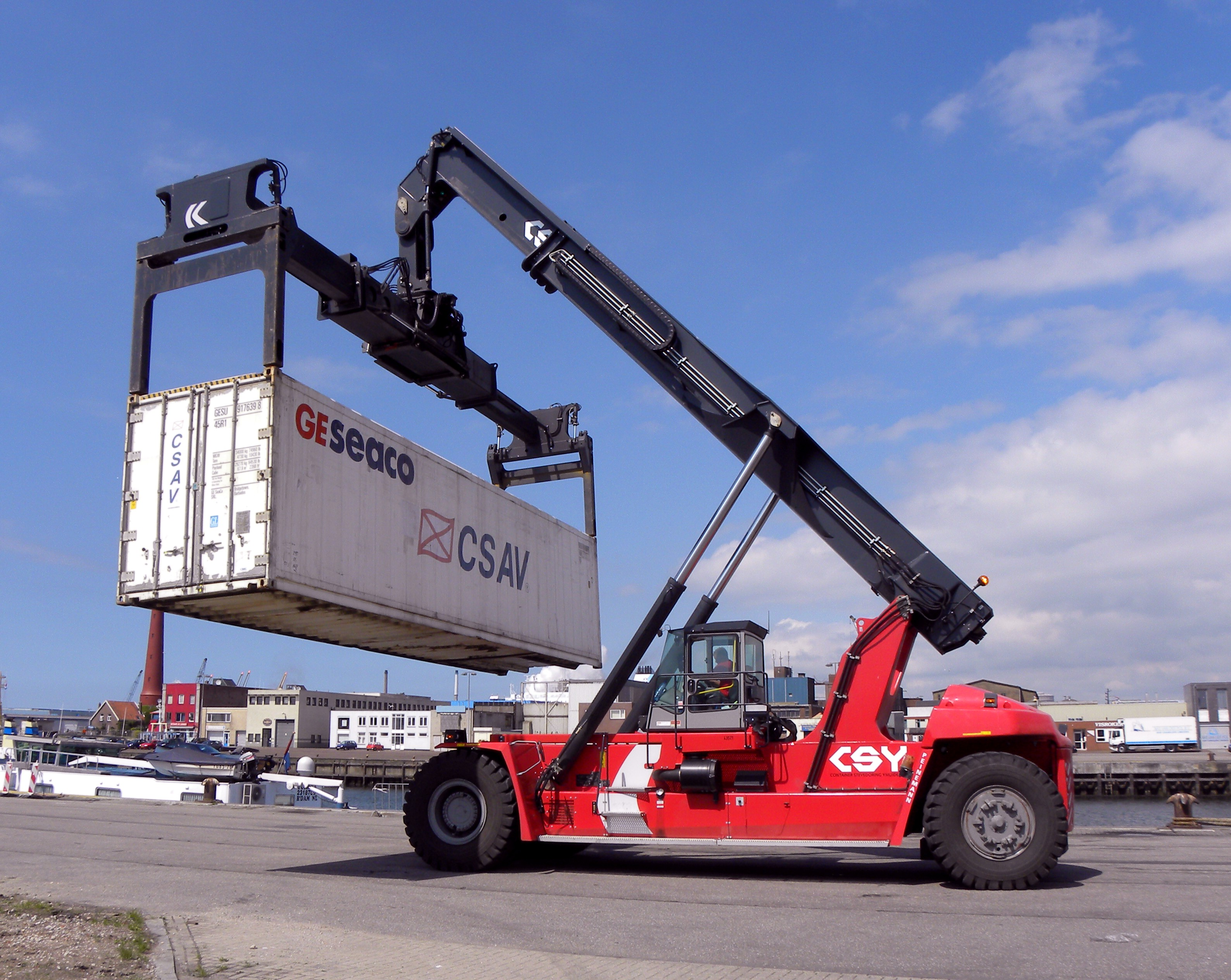
リーチスタッカ

コンテナヤードはコンテナを一時的に保管するエリアである。荷役エリアからセミトレーラーに乗ってやって来るコンテナは、ストラドルキャリア (Straddle carrier) やリーチスタッカ (Reach stackers) と呼ばれる特殊な輸送車両や、「トランスファークレーン」（トランステナー）と呼ばれるコンテナヤード蔵置専用の門型クレーンによって、コンテナヤード内の正しい位置に積み替えられる。コンテナを引き取りにセミトレーラーが到着すると、留め置かれていたコンテナはコンテナヤードから専用の特殊車両で運ばれてその輸送車両へ積まれて運び出される。輸出の場合はこれらの順番が逆になり、コンテナヤードで留め置かれてから荷役エリアへ移動される。
基本的にコンテナは野積みされるが、コンテナヤードにコンテナを保管する行為は、倉庫内の貨物保管と同様、一般に蔵置（ぞうち）と呼ばれる。冷凍（リーファー）コンテナの蔵置には電源供給装置（リーファーコンセント）が必要となり、一部には冷気の供給を必要とするコンテナ用の設備を備えるなど、冷凍コンテナ専用のコンテナヤードがある。
コンテナヤード内のコンテナ蔵置位置はコンピュータによって厳密に管理され、輸出入、方面別、実入り・空コンテナ別などで区分されている。またコンテナヤードからエプロンへのコンテナ移動は、コンテナ船への積み込み計画に基づき逐次適切にピックアップされる必要がある。
コンテナ船でのコンテナのセルへの積付けは船の重心バランスや寄港地の順番などに関係するため、主に一等航海士の仕事であるが、すべての作業工程はコンテナターミナルのコンピュータで管理され、トランステナー、シャーシ、ガントリークレーンは必要な指示をコンピュータから受ける。コンテナターミナルの荷役作業工程を統括的に管理するアプリケーションパッケージは一般に「ターミナルオペレーションシステム」と呼ばれる。それぞれのコンテナは固有のコンテナ番号によって識別される。
コンテナヤードは保税地域であるため、外部の者の立ち入りは厳重に制限される。近年は国際テロ対策への対応が世界レベルで進展しているため、コンテナヤードを含むターミナル全域への出入り管理は一層厳しくなる傾向にある。コンテナのドアは発地で封印されており、船上はもとより、コンテナヤードでも税関職員による検査などを除けば安易に開封することは許されない。

### ゲートエリア
コンテナターミナルの中でエプロンとコンテナヤード以外がゲートの部分である。ゲート周辺は、文字通りコンテナ車両が出入りするターミナルゲートのほかに、管理棟、コンテナの開梱・梱包作業を行なう「コンテナフレートステーション」（CFS）、コンテナや荷役機器の補修などを行うメンテナンスショップ、コンテナ洗浄所などがある。

## 規模
コンテナターミナルの規模は、利用するコンテナ船の船型・寄港頻度、荷役方式などで異なる。世界規模のコンテナ港湾では連続した大水深岸壁と多数のガントリークレーンを備えた大規模コンテナターミナル群が存在する。一方でこれらの大規模コンテナターミナルと小型コンテナ船で結ばれたり、一定の経済圏域内の輸送を担ったりする小規模コンテナターミナルも数多い。コンテナターミナルの規模はコンテナの容量を20フィートコンテナで換算したTEUという単位で表示する事が多い。

### 世界
2013年、世界には取扱量が20フィートコンテナ換算で年間1000万個を越えるコンテナ港が13港あった。世界最大のコンテナ港は上海港であり、約3362万個のコンテナが通過した。世界のTOP5は上海港、シンガポール港、深圳港、香港港、釜山港である。

### 日本
日本には取扱量が年間1000万個を越えるコンテナ港は無い。取扱量が100万個を越える五大港（東京港・横浜港・名古屋港・大阪港・神戸港）は世界的に見て中規模クラスのコンテナターミナル群である。しかし単一の小規模コンテナターミナルを有する地方港も含めて2008年現在総計62港のコンテナ港がある。大量集約・一貫輸送を特徴とし、主要航路に投入されるコンテナ船の大型化が進展しつつある国際コンテナ輸送において、日本のコンテナ港湾の数は世界的に見て過剰といえ、五大港の国際競争力を一定程度減殺しているのが現状である。

## 所有・運営
ターミナル施設の整備、管理運営スタイルは各国・各港によりまちまちだが、岸壁築造、航路浚渫、防波堤、埠頭用地造成といった一連の基本施設整備は公的セクター（国、地方自治体、港湾公社など）が主に担い、荷役機械、管理棟、ゲートなどいわゆる「上物施設」は施設を専用的に借り受ける民間セクターの投資によるケースが多い。
コンテナターミナルを運営する事業者は「ターミナルオペレーター」と呼ばれる。特に世界規模でコンテナターミナルを運営する国際的な巨大企業は「メガターミナルオペレーター」と呼ばれる。

## 今後
国際物流の発展と効率化の追求によってコンテナ輸送はますます増加することが見込まれている。コンテナターミナルは今後も、アウトリーチの長いスーパーガントリークレーンの整備や岸壁の増深、コンテナヤード面積の拡張などの高規格化によって、超大型コンテナ船への対応を可能にするなど、今後のさらなる施設の拡充が求められている。
一方でメガターミナルオペレーターの世界展開と大手船会社の国際的な合従連衡、さらにはコンテナ港湾の拡充を国家戦略と位置付ける各国の大規模投資などにより、世界のコンテナターミナル開発は近年過熱傾向にある。コンテナ船のさらなる大型化の行方とも相まって、コンテナターミナルの機能、世界的な配置の動向はいまだ過渡期にあるといえる。